# Yagua
Yagua ou Ñihamwo é um povo indígena que vive nas províncias de Mariscal Ramón Castilla e na província de Putumayo, ambos no departamento de Loreto, Peru e nas terras indígenas de Santa Sofia, El Progreso e Tiitanho Nijaamu La Libertad, no departamento colombiano de Amazonas. São mais de 11 mil pessoas, cuja língua pertence à família Peba-yagua.
Tem diferentes clãs patrilineares exogâmicos, que realizam trocas matrimoniais, comportando-se como metades. Os clãs de plantas podem trocar esposas com clãs de animais terrestres, enquanto clãs de certos pássaros casam-se com os de correspondentes clãs de outros pássaros.